# 哈里·弗里曼
哈里·弗里曼（英語：Harry Freeman，1876年2月7日—1968年10月5日），英格兰前男子曲棍球运动员。他曾代表英国国家队参加1908年夏季奥林匹克运动会曲棍球比赛，获得一枚金牌。